# Sonic Unleashed
Sonic Unleashed conocido como Sonic World Adventure (ソニックワールドアドベンチャー Sonikku Wārudo Adobenchā?) en Japón, es un videojuego de plataformas beat 'em up desarrollado por Sonic Team y publicado por Sega. Una entrega de la serie Sonic the Hedgehog, sigue a Sonic en su intento de restaurar el mundo después de que su némesis, el Doctor Eggman, lo destrozara con un potente láser para desatar a Dark Gaia, un antiguo mal que periódicamente transforma a Sonic en un hombre lobo (conocido como "Werehog"). La jugabilidad presenta dos estilos distintos: los escenarios diurnos incorporan las plataformas tradicionales de Sonic y su velocidad característica; mientras que los escenarios nocturnos ven a Sonic transformarse en el Werehog y participar en combates más lentos contra oleadas de enemigos usando su fuerza bruta.
El desarrollo del juego comenzó en 2006, tras la creación de su motor gráfico, el Hedgehog Engine. Inicialmente se concibió como una secuela de Sonic Adventure 2 (2001), pero el equipo desarrollador, Sonic Team, comenzó a introducir suficientes innovaciones que lo diferenciaron de los juegos anteriores, y en el mercado nacional se renombró Sonic World Adventure. La jugabilidad de Werehog se concibió para ayudar a los nuevos jugadores que no estaban familiarizados con la franquicia Sonic a conocer la serie y fue lo que influyó en el uso de Unleashed como subtítulo para los mercados occidentales. La existencia del juego se reveló por primera vez cuando Sega registró el nombre Unleashed en marzo de 2008, y poco después se filtraron imágenes y un vídeo del juego. Se desarrollaron tres versiones: una por Sonic Team para consolas de alta definición como PlayStation 3 y Xbox 360, otra por Sonic Team y Dimps para consolas de definición estándar como PlayStation 2 y Wii, y otra por Gameloft para teléfonos móviles. El juego se lanzó mundialmente en 2008.
La expectación del público por Sonic Unleashed era alta, ya que los periodistas de videojuegos lo veían como un posible regreso a las raíces de las plataformas de Sonic. Si bien fue un éxito comercial, con 2,45 millones de unidades vendidas, la recepción inicial de la crítica fue dispar. Los críticos elogiaron ciertos elementos, como la sensación de velocidad en los escenarios diurnos y los gráficos y el audio que conforman los entornos, pero criticaron otros, como la mecánica de juego del Werehog, así como varios conceptos de jugabilidad y diseño; muchos consideraron que Unleashed no era el juego ideal para revitalizar la saga. El juego fue retirado de las tiendas en 2010, tras la decisión de Sega de retirar de la venta todos los juegos de Sonic con puntuaciones por debajo de la media en Metacritic. A pesar de esto, la versión de PlayStation 3 fue puesta a la venta nuevamente en abril de 2014 y se agregó a PlayStation Now en marzo de 2017, mientras que la versión de Xbox 360 fue puesta a la venta nuevamente y se hizo retrocompatible con Xbox One en noviembre de 2018, y se extendió a Xbox Series X/S mientras recibía un aumento de rendimiento el 15 de noviembre de 2021. Un port no oficial del juego se lanzó el 1 de marzo de 2025 para Microsoft Windows y Linux.

## Jugabilidad
Sonic Unleashed es un juego de plataformas en el que el jugador controla al protagonista Sonic the Hedgehog en dos modos: niveles de ritmo rápido que tienen lugar durante el día, mostrando y usando la velocidad característica de Sonic como se ve en juegos anteriores de la serie, y niveles más lentos, nocturnos, durante los cuales Sonic se transforma en Werehog (una mezcla entre erizo y lobo), y el juego cambia a un estilo de juego basado en la acción y la lucha, en el que Sonic lucha contra los enemigos de Gaia (aquellos creados por el enemigo principal del juego, Dark Gaia). Cada nivel tiene lugar en un continente particular, cada uno de los cuales se basa en una ubicación del mundo real. En secciones de las versiones del juego para PlayStation 3 y Xbox 360, el jugador puede elegir avanzar la hora del día para jugar como Sonic o como Werehog; en las versiones para PlayStation 2 y Wii, el tiempo avanza automáticamente.
Los niveles diurnos se centran en la velocidad de Sonic y, en este sentido, permiten al jugador controlarlo a través de escenarios de rápido movimiento con estilos de juego tanto 2D como 3D. Las secciones 2D recuerdan a los juegos de Sonic de la era de Mega Drive/Genesis, donde el jugador controla a Sonic con desplazamiento lateral, mientras que en las secciones 3D la cámara se sitúa detrás de Sonic para que el jugador pueda moverse en todas direcciones. Además de movimientos disponibles en juegos anteriores, como el Ataque Teledirigido, también se introducen nuevos movimientos. Por ejemplo, está disponible una nueva función de paso lateral, conocida como Paso Rápido, que permite a Sonic esquivar a izquierda y derecha, y una función de Derrape, que permite a Sonic realizar giros más cerrados sin disminuir la velocidad. El juego también presenta una mecánica de juego utilizada previamente en la serie Sonic Rush, llamada Sonic Boost, que aumenta considerablemente la velocidad de Sonic, permitiéndole atravesar objetos, destruir enemigos al instante o incluso acceder a diferentes rutas de nivel. En las versiones para PlayStation 3 y Xbox 360, un medidor de "Energía de Anillo" en pantalla muestra la cantidad de Impulso disponible. La cantidad de Impulso restante se puede aumentar recolectando más anillos y se reduce al usar el Impulso. En cambio, las versiones para PlayStation 2 y Wii representan el Impulso disponible mediante barras, que se pueden agregar realizando "Cadenas de Acción", destruyendo a varios enemigos en rápida sucesión mediante Homing Attacks (ataques teledirigidos) o recolectando anillos.
Los niveles nocturnos son de ritmo lento y acción, con elementos de puzles sencillos. La jugabilidad se centra en la nueva forma de Sonic, el Werehog, que le otorga gran fuerza y brazos extensibles. Como Werehog, el jugador puede aferrarse a objetos distantes, mover objetos y realizar combos para derrotar enemigos y avanzar de nivel. Recolectar anillos repone la salud del Werehog, mientras que un movimiento especial, el Modo Desatado, le permite canalizar su energía para aumentar la potencia de sus ataques durante un breve periodo.Los niveles nocturnos se ajustaron en las versiones de PlayStation 2 y Wii para permitir un mayor uso del mando de Wii en la versión de Wii, de modo que los jugadores puedan controlar los brazos del Werehog con el mando de Wii y el Nunchuk para agarrar objetos y avanzar de nivel. Las versiones de PlayStation 2 y Wii también amplían la proporción de niveles nocturnos respecto a los diurnos, con más de tres veces más niveles nocturnos (veinticinco en total). Después de completar los niveles nocturnos, se obtienen puntos Dark Gaia, lo que permite el acceso a movimientos adicionales.
Además de estos dos tipos de juego, Sonic Unleashed también cuenta con mundos centrales, en los que el jugador puede revelar, así como avanzar, en la historia del juego. Los mundos centrales funcionan de manera diferente según la versión del juego que se esté jugando; las versiones de PlayStation 3 y Xbox 360 cuentan con mundos centrales 3D totalmente interactivos y explorables, similares a los de Sonic the Hedgehog y Sonic Adventure, en los que se puede interactuar con la gente del pueblo y se pueden realizar misiones secundarias para ganar experiencia o desbloquear elementos, como obras de arte, videos y pistas de música. Por el contrario, las versiones de PlayStation 2 y Wii cuentan con sistemas de mapas basados en menús, en los que los jugadores simplemente hacen clic en áreas para hablar con la gente del pueblo y encontrar información, y las Puertas de Gaia en las que los jugadores pueden acceder a los niveles usando las tabletas que abren puertas. Dentro de los niveles diurnos y nocturnos hay medallas que Sonic puede recolectar, de las cuales existen dos tipos: Sol y Luna. En las versiones de PlayStation 3 y Xbox 360, recolectar estas medallas permite al jugador subir de nivel las estadísticas de Sol y Luna de Sonic, y estas deben aumentarse para alcanzar nuevas etapas en el juego, con un cierto número de Medallas de Sol para los niveles de Erizo y un cierto número de Medallas de Luna para los niveles de Werehog. Dado que solo las versiones de PlayStation 3 y Xbox 360 cuentan con mundos centrales jugables, estas también son las únicas versiones en las que se pueden encontrar Medallas de Sol y Luna explorando los pueblos, hablando con los ciudadanos y completando misiones secundarias. En las versiones de PlayStation 2 y Wii, las Medallas de Sol y Luna se obtienen después de completar etapas y cumplir sus objetivos. Las medallas se usan para abrir puertas en las Puertas de Gaia, que permiten a los jugadores acceder a salas de puzles donde pueden obtener contenido adicional.

## Niveles

Países en los cuales se basa el mundo del juego.

Sonic Unleashed tiene 8 niveles basados en lugares del mundo real, accesibles desde un mapa mundial, y un nivel final (Eggmanland). Cada área tiene una tienda, personas para conversar y una fase de entrada donde acceder a niveles de velocidad de día, y niveles de lucha de noche. Para acceder a algunos niveles, Sonic deberá conseguir un número determinado de Medallas Solares o Lunares, accesibles en su exploración mundial o en niveles pasados. En las fases de entrada, Sonic puede conseguir: zapatos para trepar por ciertas paredes, zapatos para darse un acelerón en el aire, zapatos para dar un pisotón en el suelo, y zapatos para seguir las hileras de anillos.
Los niveles basados en el mundo real son:
- «Apotos - "Windmill Isle"» (Llamado White Island ホウイト アイランド, Houito Airando? en la versión japonesa) - Grecia, el área está basada en Míkonos y Santorini.
- «Mazuri - "Savannah Citadel"» (Llamado Clay Castle クレイ キャｯスル, Kurei Kyassuru? en la versión japonesa) - Malí (Solo hay actos en Xbox 360 y PlayStation 3. En Wii y PlayStation 2 solo está el jefe).
- «Spagonia - "Rooftop Run"» (Llamado Orange Roofs オランジ ル-フ, Oranji Ruufusu? en la versión japonesa) - Área inspirada en Europa Occidental, el reloj está influenciado por el Big Ben de Londres, los acueductos romanos de los de Segovia y Zaragoza de España, la música de Francia, la Universidad de Spagonia basada en la arquitectura de San Marino, el diseño de la bandera de la Ciudad del Vaticano y otros elementos de Siena, Italia.
- «Chun Nan - "Dragon Road"» - China.
- «Holoska - "Cool Edge"» - Alaska o Groenlandia (algunos jugadores lo nombran como Ice Cap Zone, de Sonic the Hedgehog 3).
- «Shamar - "Arid Sands"» (Llamado literalmente Hot Desert ホットデザート, Hotto Dezaato? en la versión japonesa) - Jordania o Arabia.
- «Empire City - "Skycraper Scamper"» - Ciudad de altos edificios y autopistas basado en Nueva York, concretamente Manhattan. Se puede observar un Dirigible y el puente de Brooklyn (solo disponible en Xbox 360 y PlayStation 3 como nivel alternativo). (solo dispobible para la versión de América y Europa)
- «Adabat - "Jungle Joyride"» - Sudeste Asiático, Tailandia, Camboya e Indonesia. La música es usa el instrumento tradicional indonesio Gamelán.
- «Eggmanland» (Llamado también Crimson Carnival) - Una zona totalmente nueva y ficticia, creada por Eggman con el poder de Dark Gaia, similar a un parque de atracciones.

Lugares reales que se representan en el juego:

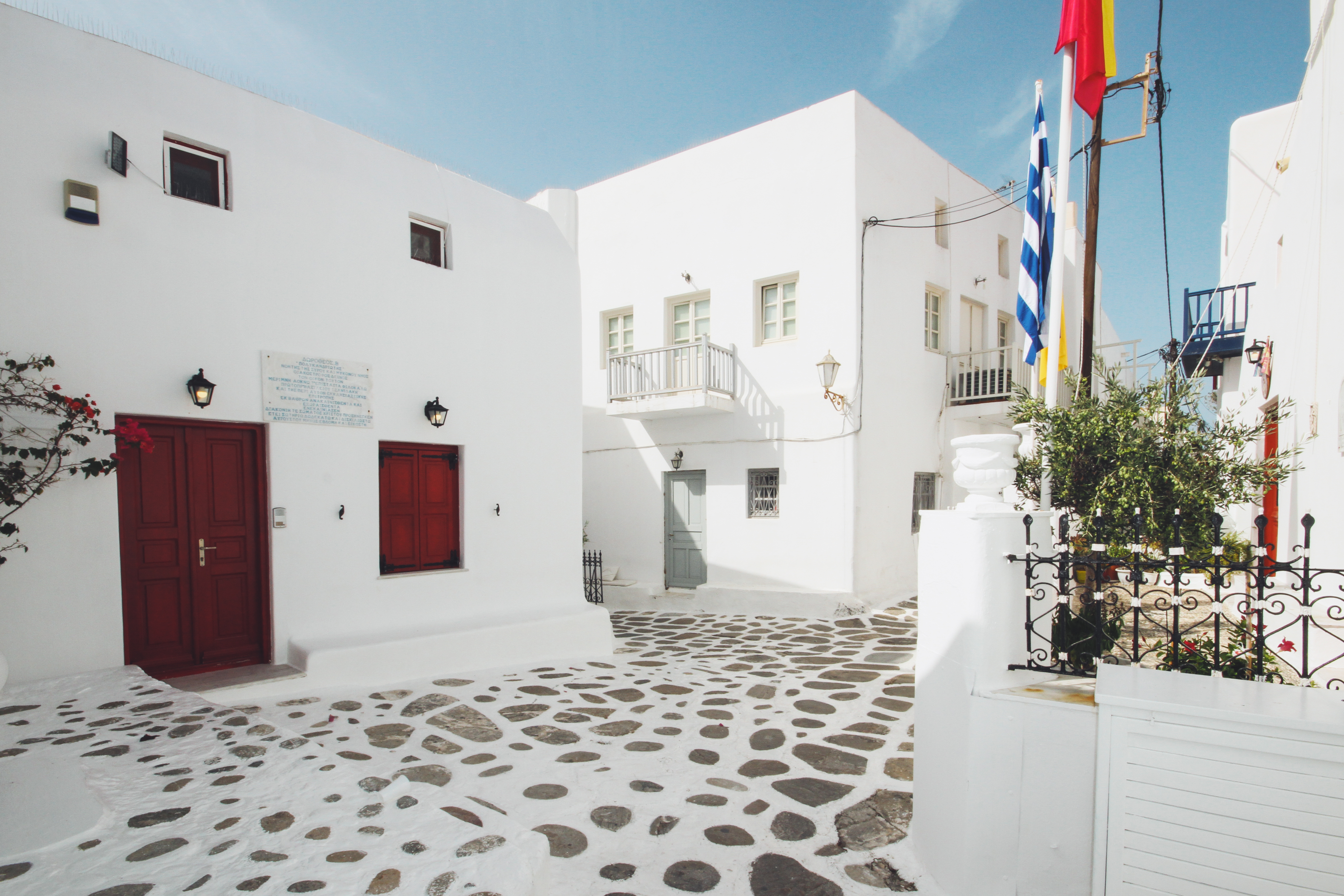
Miconos, Grecia - Apotos
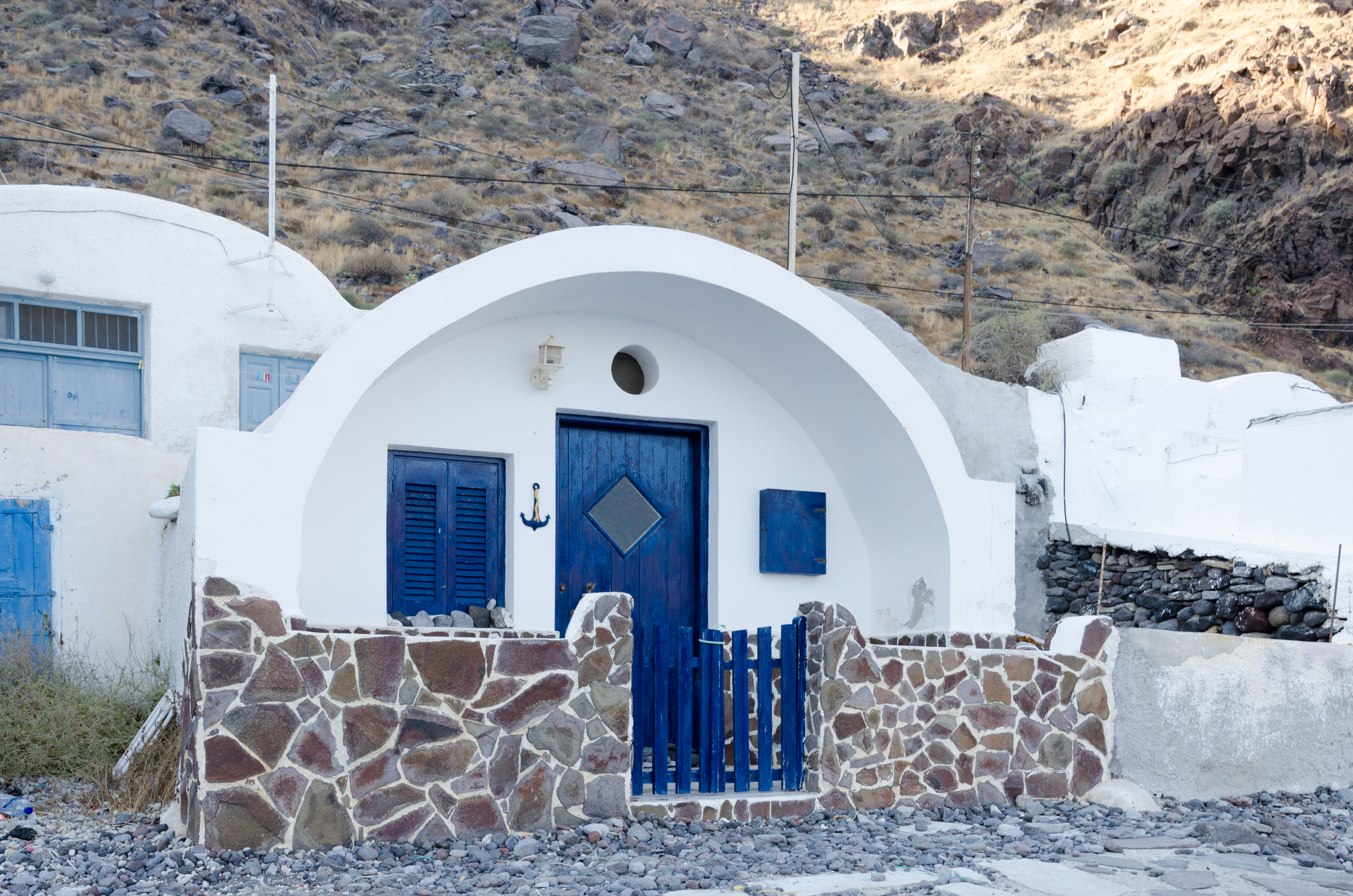
Santorini, Grecia - Apotos
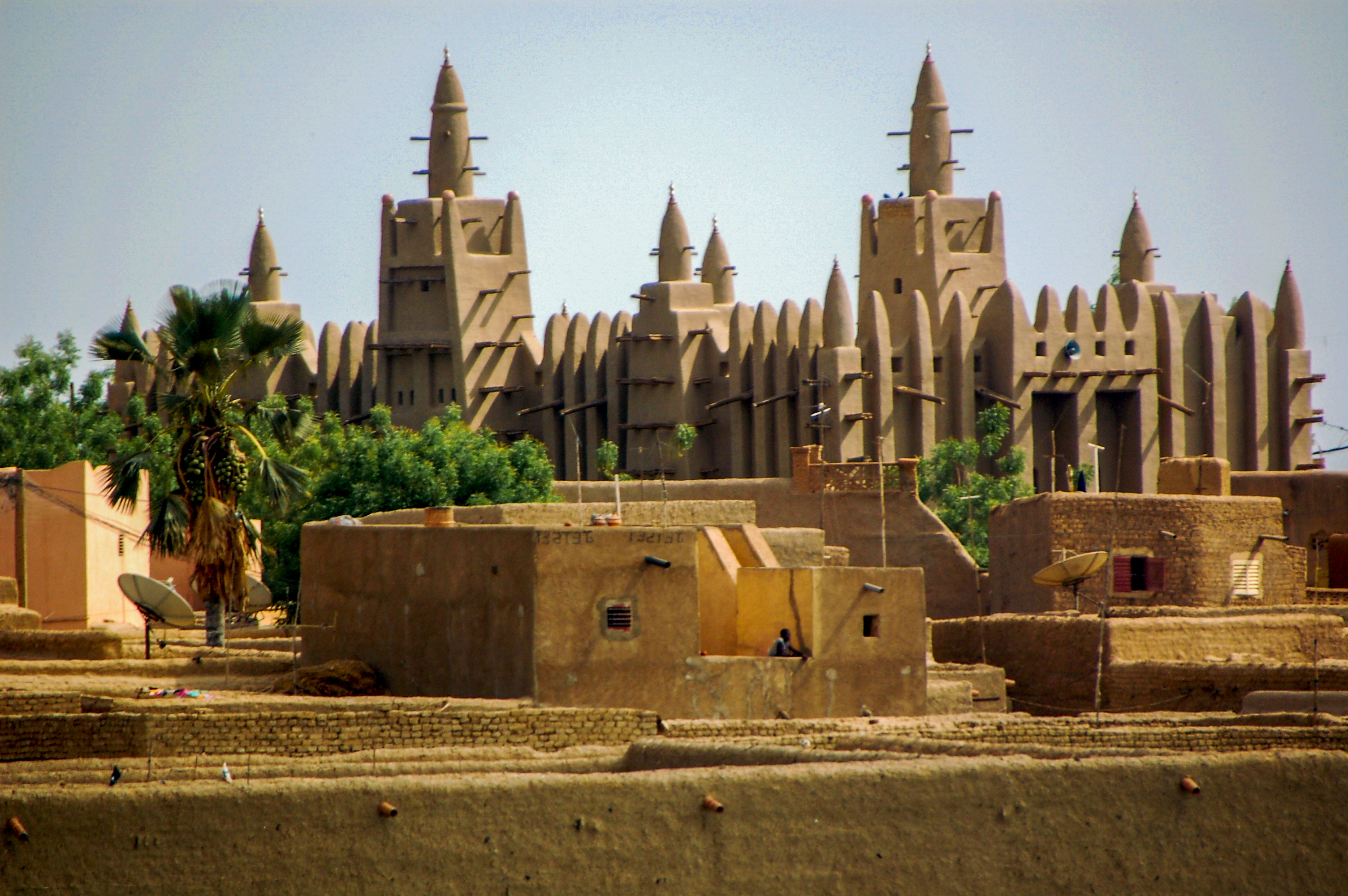
Gran Mezquita de Djenné, Malí - Mazuri
Tombuctú, Malí - Mazuri
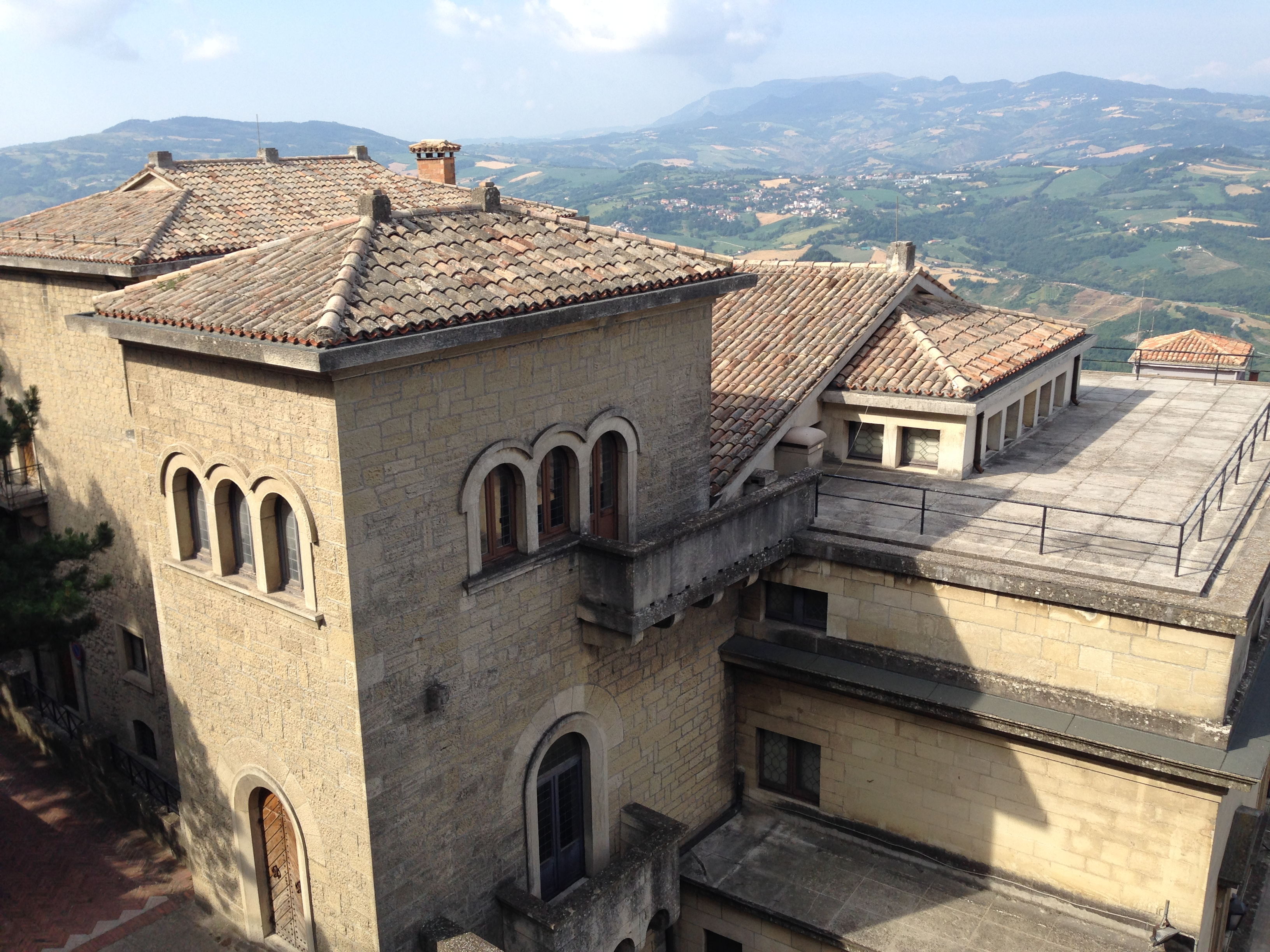
San Marino - Spagonia
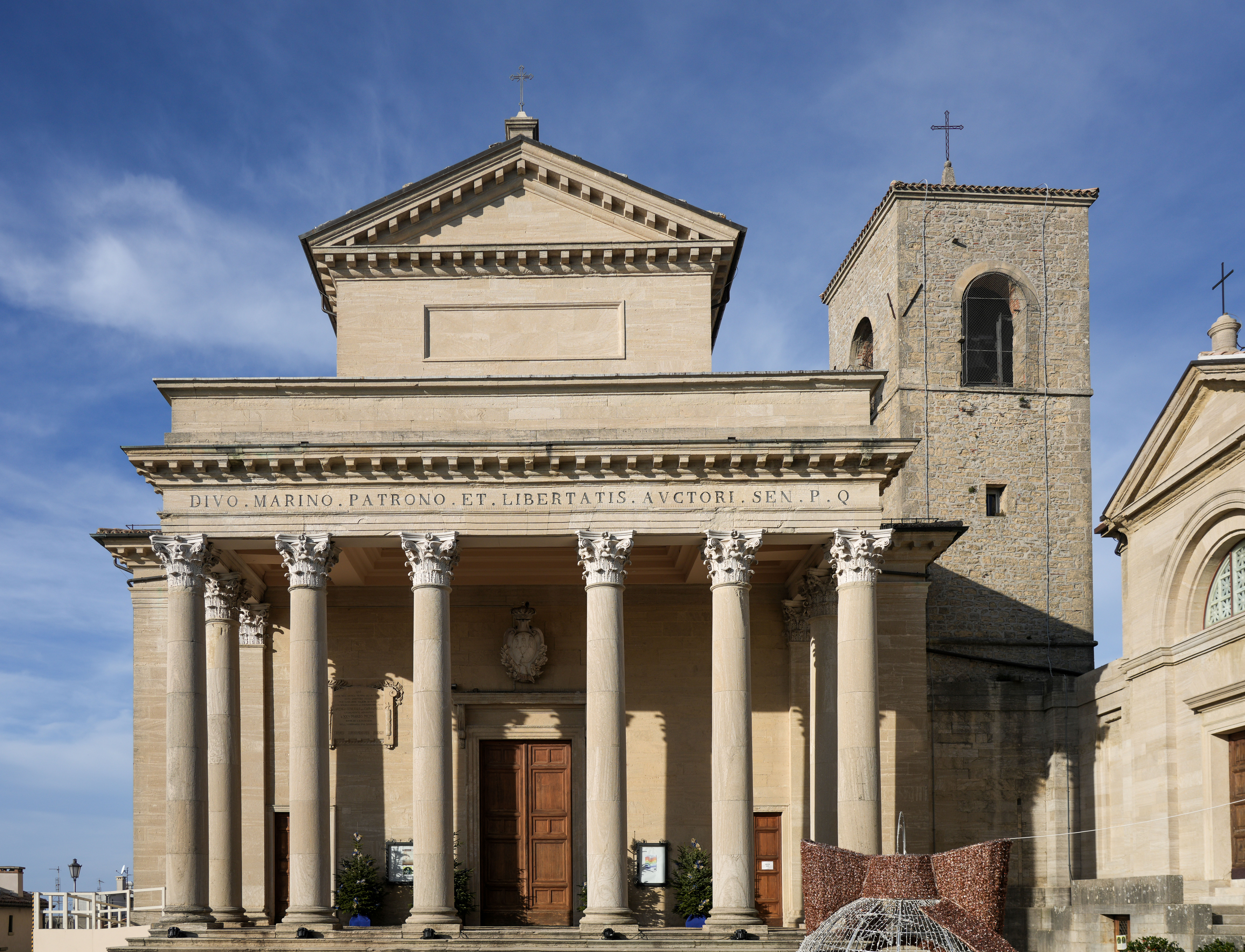
Catedral San Marino - Spagonia
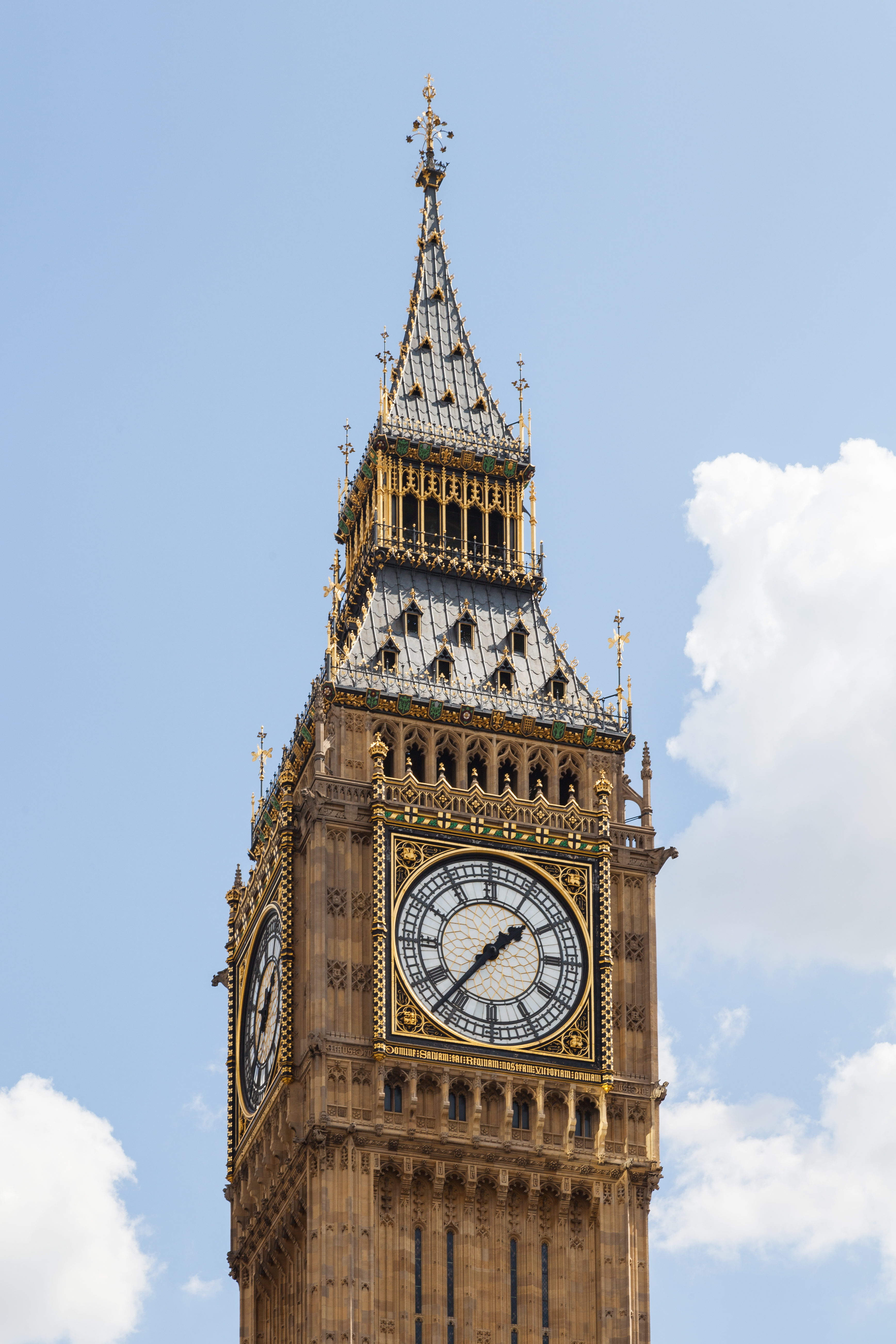
Big Ben, Reino Unido - Spagonia
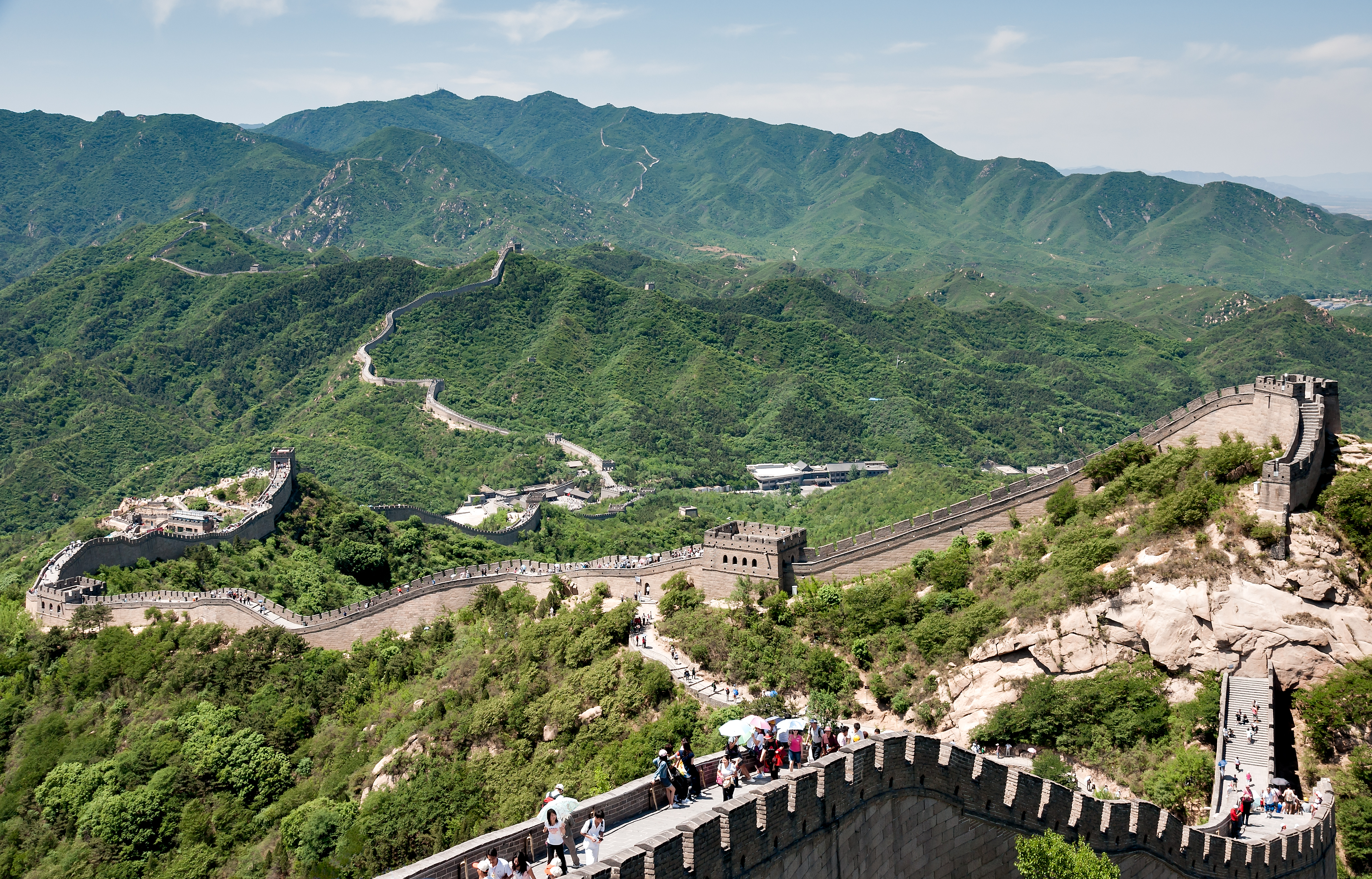
Gran Muralla China, República Popular de China - Chun-Nan
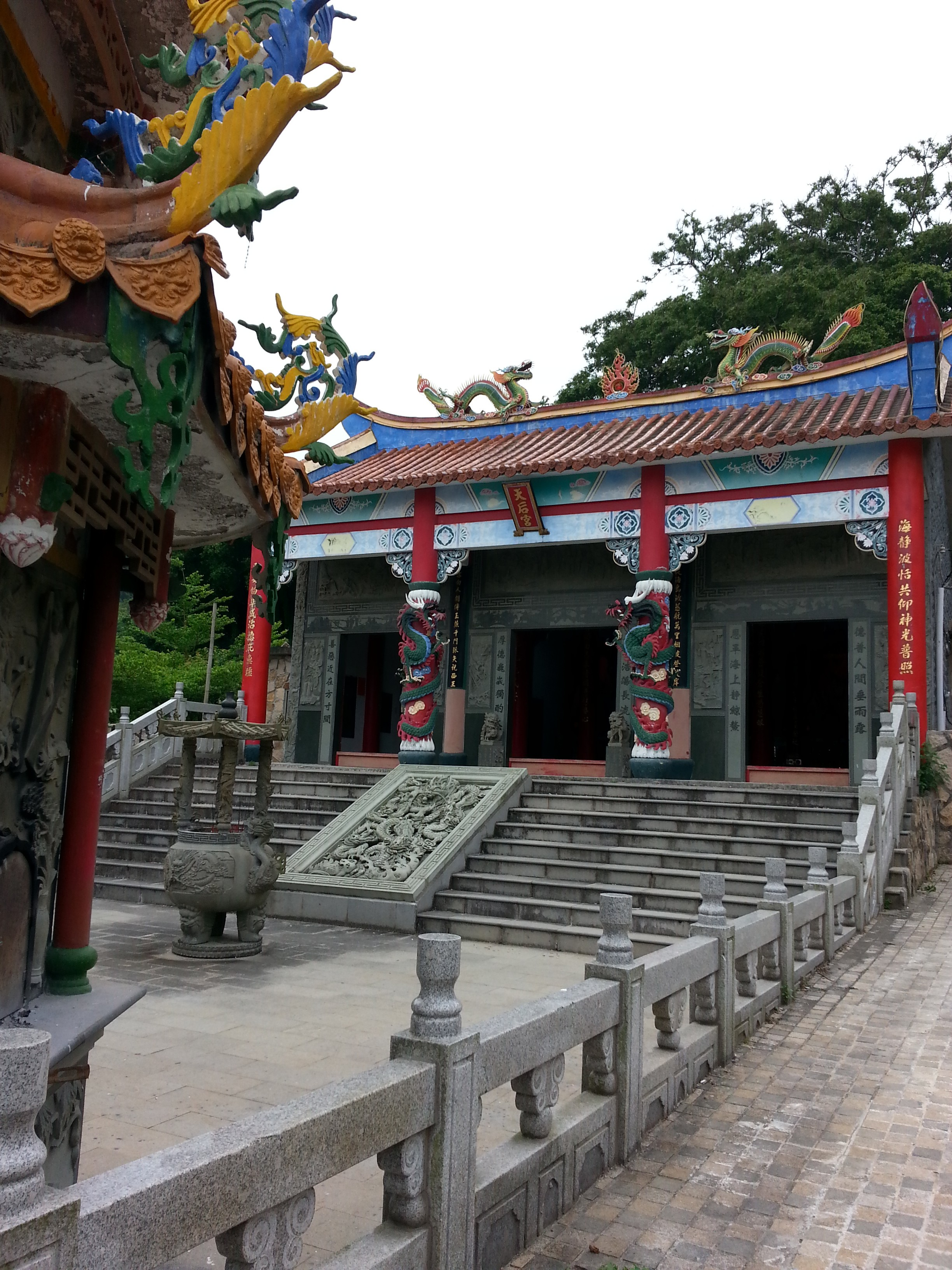
Nangan, República de China - Chun-Nan
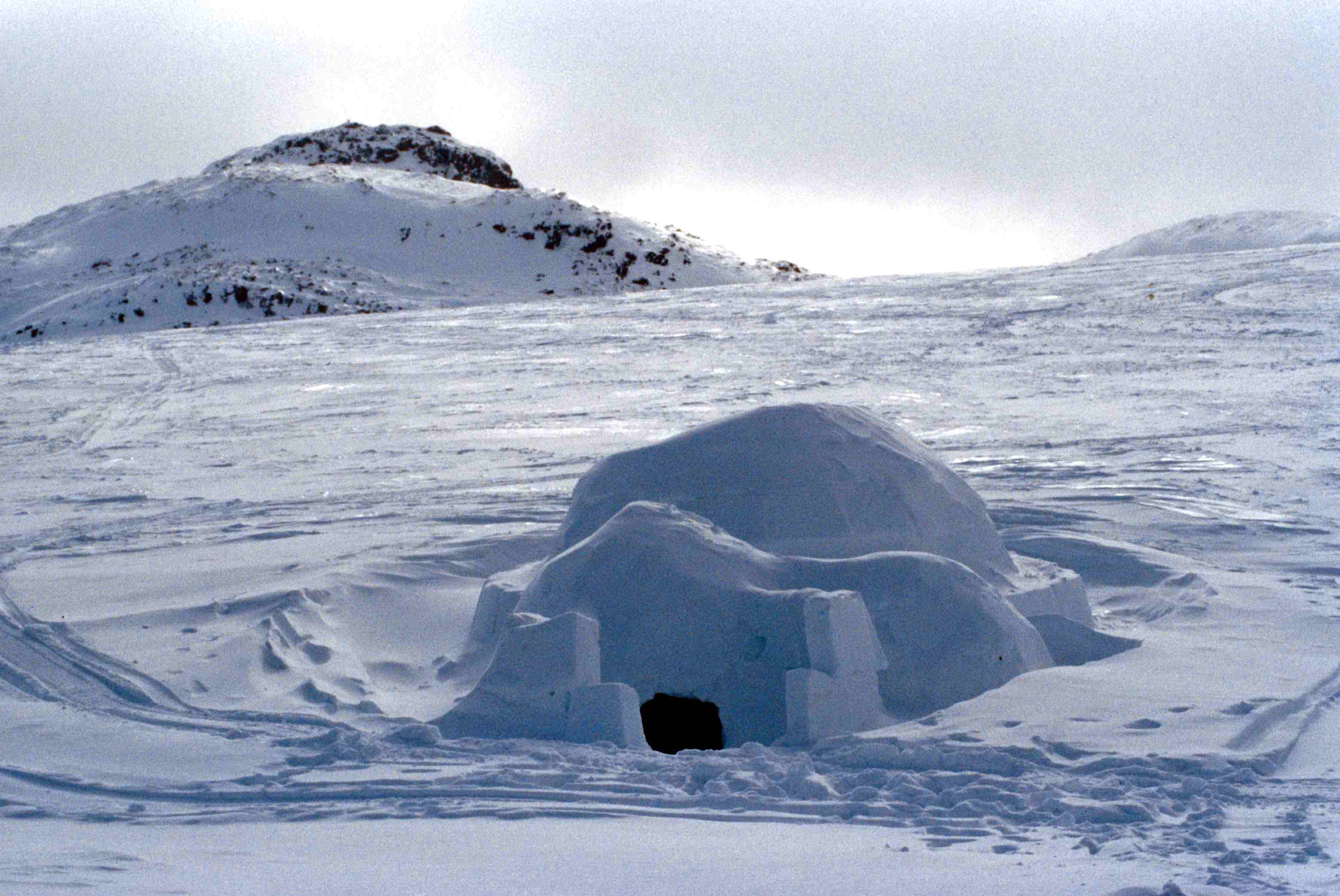
Iglú Inuit, Groenlandia - Holoska
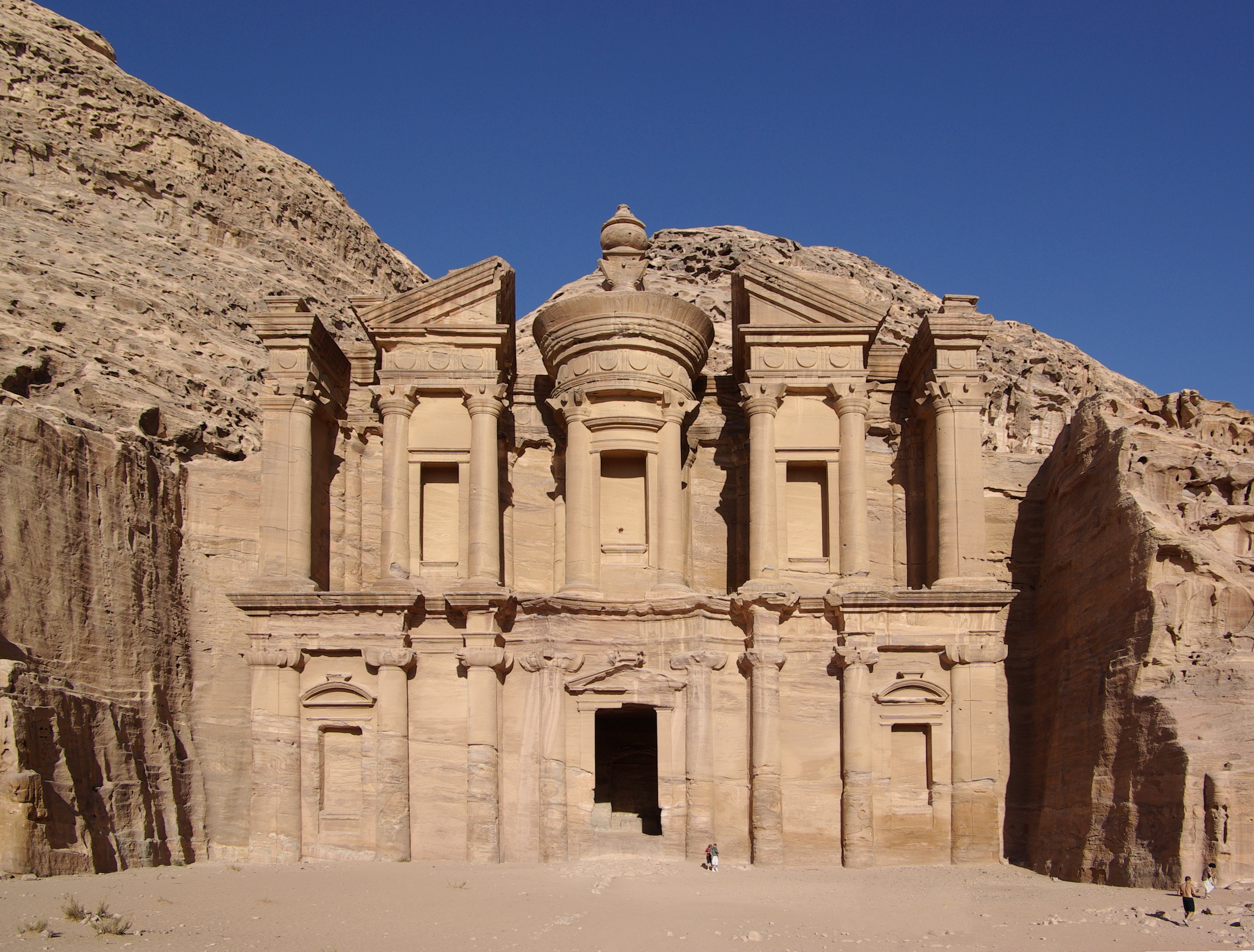
Petra, Jordania - Shamar
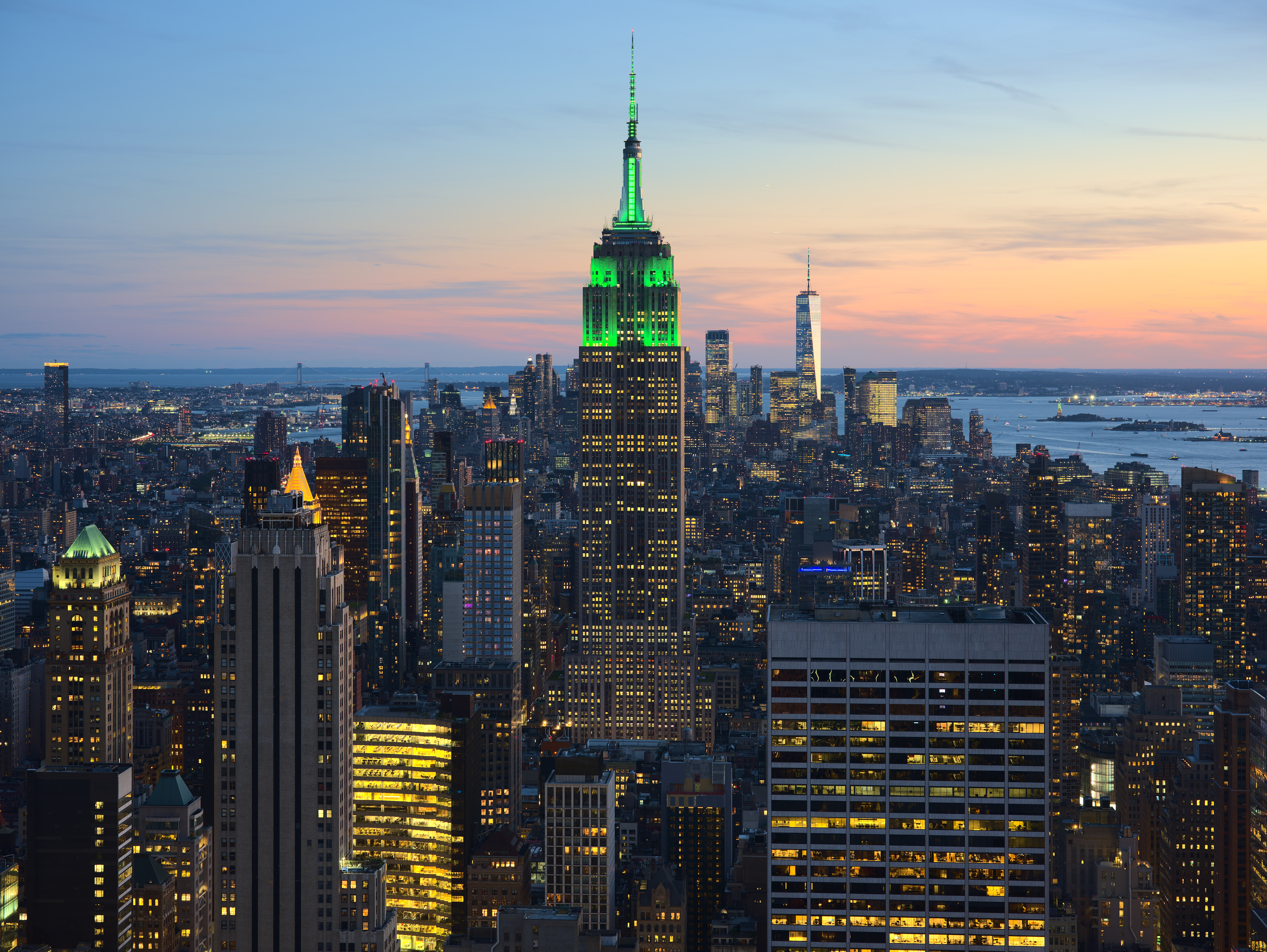
Nueva York, Estados Unidos - Empire City
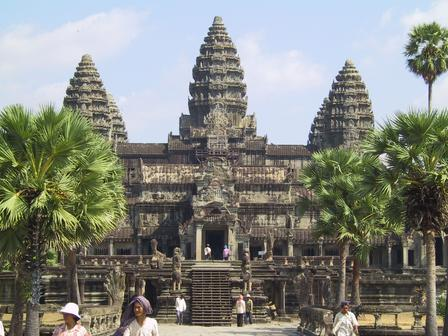
Angkor Wat, Cambodia - Adabat
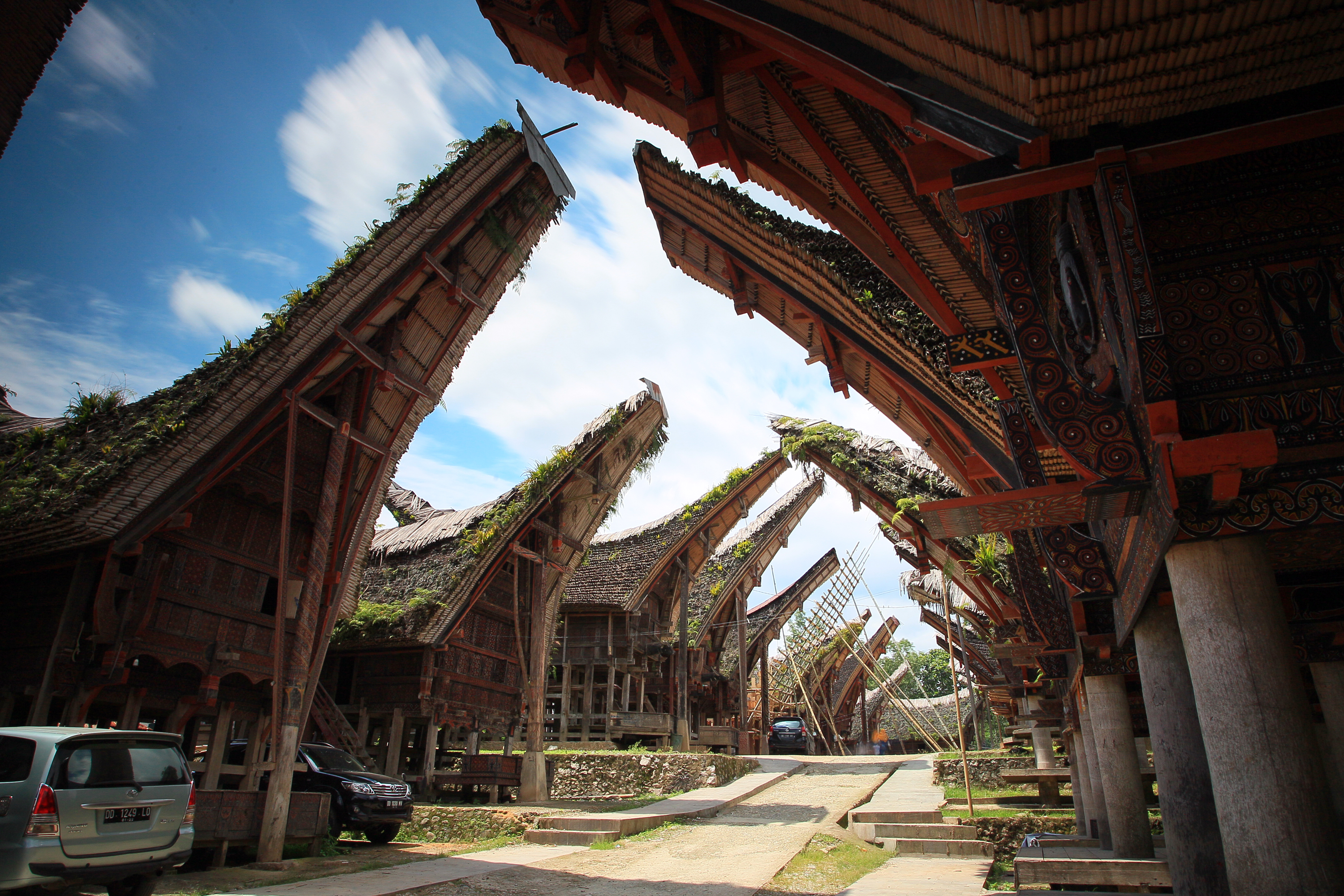
Vivienda tradicional Tongkonan, Indonesia - Adabat

## Personajes
Artículo principal: Anexo:Personajes de Sonic the Hedgehog
- Sonic the Hedgehog: Sonic es el único personaje al que controlaremos en toda la aventura, siempre acompañado de Chip. Tras ser derrotado por primera vez por Eggman, Sonic ha recibido una maldición (la de convertirse en werehog) y deberá viajar por el mundo con Tails y su nuevo amigo, Chip, para restaurarlo devolviéndole el poder a las Chaos Emeralds, mientras intenta devolverle la memoria a Chip y destruir toda la maquinaria de Eggman.
- Sonic the Werehog: Cuando el sol se pone y las farolas se encienden, Sonic sufrirá una transformación y se convertirá en una mezcla entre erizo y lobo, un Werehog. Es más resistente, más fuerte y sus brazos pueden estirarse para alcanzar lugares inaccesibles. Pero es más lento, y tendrá que luchar contra las criaturas de Dark Gaia.
- Amy Rose: Amy aparecerá cuando Sonic llegue a Spagonia y sea de noche. Nuevamente, la erizo ha estado buscando a Sonic por todo el mundo, y ahora lo encuentra, pero su estado Werehog hace que ella lo confunda de nuevo. Posteriormente, Amy se da cuenta de su error y el profesor Pickle estará fuera del laboratorio para hablar con ella.
- Miles «Tails» Prower: El mejor amigo de Sonic vuelve en la nueva entrega del erizo más rápido del mundo. Tails se meterá en problemas con un Titán de Dark Gaia, en Apotos, de noche, y será deber de Sonic the Werehog rescatarlo. Será Tails quien nos presente al profesor Pickles y, a bordo del Tornado-1, podremos viajar por todo el mundo.
- Chip/Light Gaia: Chip es una pequeña criatura con alitas, que pierde la memoria, porque Sonic se cae encima de él, al comienzo de la historia. Light Gaia no recuerda su nombre, y acompaña a Sonic por toda la aventura. Le gusta todo tipo de comida, y recibió su apodo de "Chip" por un helado de chocochispas (se puede ver en Apotos, en el interludio). Posteriormente, se revela que es el enemigo de Dark Gaia (cuando Sonic revive la sexta Chaos Emerald), pero aún necesita de la ayuda de Sonic. Si necesitamos ayuda, Chip nos dará consejos. Cuando uno le da comidas exóticas, recibes consejos o reseña de la comida.
- Dark Gaia: Una criatura que vive en el interior del planeta, llamada Dark Gaia, es despertada por Eggman para la construcción de Eggmanland. Pero, al no estar completamente formado, Dark Gaia se esparce por el mundo y Sonic y Chip deberán hacer frente a sus criaturas nocturnas y a él. De paso, Dark Gaia romperá al mundo en pedazos, y la única forma de repararlo es con las 7 Esmeraldas Chaos
- Doctor Eggman: El mortal enemigo de Sonic volverá, y por primera vez logrará derrotar al erizo azul, y encima en "Super Sonic", porque engaña a Sonic fingiendo que se rinde. Su objetivo: construir EggmanLand, un mundo-feria en el que el manda. Sin embargo, Sonic interferirá en sus planes, y para evitarlo, Eggman usará a Dark Gaia y a su ejército de robots, junto a sus máquinas de batalla personales. En esta ciudad-feria, no hay actos, ni carrera en tubos de misión, ya que es una capital-misión.
- Profesor Pickle: Un viejo amigo de Tails, y profesor de la universidad de Spagonia, sabe todo acerca de Dark Gaia, pero ha sido capturado por Eggman. Tras su rescate, será él quién nos diga donde están los templos Gaia, y nos dará pistas y ayudas a cambio de recuerdos que podemos comprar y darle. Le gustan mucho los sándwiches de pepino. Tiene un laboratorio en Spagonia y posteriormente se traslada a Shamar, y en las afueras de su oficina siempre podremos conversar con Amy.

## Argumento
Todo comienza en el espacio, donde surge el combate entre Sonic y el Dr. Eggman. Con su robot Eggman le lanza misiles y torpedos a Sonic, pero este gracias a su increíble velocidad los logra evadir. Después de eso, Eggman atrapa a Sonic, pero con el poder de las Esmeraldas del Caos se transforma en Súper Sonic y destruye su robot, pero Eggman ya tenía eso planeado y escapando lo logra llevar a una sala de operaciones en la que el archienemigo del erizo por fin consigue capturarlo en una misteriosa máquina y usa la energía de las Chaos Emeralds (Esmeraldas del Caos) junto a Sonic para despertar a una criatura que habita en el interior del planeta llamada Dark Gaia. Paralelamente, la energía hace que Sonic se transforme en algo parecido a un erizo-lobo, un Werehog, pero Eggman entra a su cápsula de vuelo y abre la ventana, haciendo que Sonic caiga al planeta con las Chaos Emeralds, ahora sin poder.
Sonic cae en Apotos (uno de los siete continentes) en su forma lobo, y de casualidad le hace perder la memoria a una criatura amistosa, a la que llama "Chip", quien también se vuelve su guía. Al llegar a la ciudad, Sonic, ahora en su forma común, busca algunas respuestas cuando en la noche vuelve a transformarse y va a rescatar a Tails, rodeado de criaturas de Gaia. A bordo del Tornado-1, vuelan hacia Mazuri donde rescatan al profesor Pickle, amigo de Tails. Sin embargo al regresar a Spagonia, Sonic en su forma lobo se topa con Amy, la cual le da el mismo recibimiento que a Silver en el juego de 2006 (con confusión, abrazo y rechazo). Posteriormente, Sonic logra recuperar el poder de una Chaos Emerald en un templo de Gaia en Mazuri y comienza a viajar por todo el mundo, por los otros templos, recuperando el poder de las esmeraldas Chaos. A medida que Sonic y Chip recuperan las esmeraldas, Amy se queda en Spagonia y ocasionalmente podremos hablar con ella, mientras Tails seguirá con el profesor, el cual nos podrá dar pistas a cambio que le demos recuerdos, que podemos comprar.  
Después de que seis de los siete continentes vuelvan a la normalidad, en Adabat en el templo de Gaia, a Chip le llama la atención un jeroglífico suyo, al tocarlo se traga a Chip, y un destello en una especie de espacio le devuelve la memoria, se revela que el verdadero nombre de Chip es Light Gaia y que se encargaba de reconstruir el planeta, después de derrotar a Eggman en Eggmanland, Sonic y Chip se encuentran con Dark Gaia, este le quita la forma lobo de Sonic por lo que este no podrá convertirse más en dicha forma, Chip une todos los templos y forma un Gaia Colosus, justo cuando estaban a punto de derrotar a Dark Gaia este se transforma en su forma perfecta, esto hace que en el planeta siempre sea de noche y la gente este bajo el infujo de Dark Gaia, entonces Sonic se transforma en Super Sonic, y luchan contra Dark Gaia. 
Una vez derrotado, la gente vuelve a la normalidad, Sonic vuelve a su forma normal y casi cae a la lava de no ser por Chip, este lo lleva devuelta a Apotos (en el mismo lugar donde se conocieron). Sonic ve a Chip tirado en el suelo pero era una ilusión que desaparece dejando el collar de Chip en el suelo, cuando Sonic lo agarra, Chip le da unas palabras de despedida: nunca te olvidaré, y siempre estaré contigo, siempre en una parte de la Tierra, Sonic se pone el collar de Chip en la muñeca, mira el mar y se va corriendo por nuevas aventuras, mientras Tails lo acompaña desde su avión. 

## Recepción
Sonic Unleashed ha tenido críticas mixtas, las buenas críticas se deben a la calidad y colores de los niveles y las malas críticas se deben por su repetitivo modo de juego y demasiados simples en especial las versiones de PlayStation 3 y Xbox 360.
En varios sitios como GameSpot han hecho críticas muy grandes. La calificación que le dieron a la versión de Wii fue de 7/10 diciendo que es una gran experiencia los niveles de día y de noche con los controles de Wii, también la versión PS2 tuvo buena críticas indicando que la experiencia es igual a la de Wii.
La crítica que recibió la versión de Xbox 360 fue de 3.5/10 al criticar que con los controles de Xbox 360 en los niveles de día son indiferentes y que los niveles de noche con el Werehog tienen una jugabilidad horrible y muy repetitiva, así como un mal diseño y una paleta de colores muy diferentes que la versión Wii y PS2.
Lo más curioso de todo es que las críticas de los usuarios han sido muy positivas (Tanto en las versiones de PS2/Wii, como en las versiones de PS3/X360) y, con el tiempo, ha ido recibiendo cada vez más cariño y apoyo por parte de muchos fanes apreciando sus altos valores de producción y gran mimo y atención al detalle en cuanto a lo visual y sonoro considerando que en muchos aspectos fue tratado injustamente, especialmente la versión HD del juego (Xbox 360 y PS3) que es considerada como superior pero que, como ya se ha mencionado, fue la peor recibida por la crítica, hoy en día muchos fanes piden que Sega haga un port para PC de este juego, mientras que recibió un port digital para Xbox One y Xbox Series X/S.

## Legado
Tras el lanzamiento del juego, el miembro de Sonic Team y productor y director de Sonic and the Black Knight (2009), Tetsu Katano, comentó que si bien no consideraba que el concepto del Werehog fuera un error, el tiempo y los recursos fueron un factor limitante en la producción del juego. También señaló que el Werehog podría reaparecer en juegos futuros, o posiblemente en una secuela de Sonic Unleashed, en caso de que se realizara. En el período previo al lanzamiento de Sonic Colors (2010), el productor Takashi Iizuka expresó su pesar por la inclusión del Werehog, afirmando que entraba en conflicto con la jugabilidad central de Sonic. Otro corto protagonizado por los personajes fantasma de Night of the Werehog, titulado Ghost Tale, fue lanzado por Marza Animation Planet el 31 de octubre de 2023, 15 años después del estreno de Night of the Werehog.
La jugabilidad de las etapas diurnas fue reutilizada y ampliada para convertirse en el estilo definitorio de la franquicia durante la década siguiente, con Sonic Colors, Sonic Generations (2011) y Sonic Forces (2017) tomando inspiración de Unleashed. Las versiones de consola doméstica/PC de Sonic Generations incluyen remakes de la etapa "Rooftop Run" y la pelea contra el jefe Egg Dragoon. Sonic Forces también incluye una versión reimaginada del jefe Egg Dragoon. El Hedgehog Engine sería refinado para entregas futuras, siendo reestructurado como Hedgehog Engine 2 a partir de Forces.
En marzo de 2013, un grupo de fanes creó un mod para Sonic Generations titulado Unleashed Project, que portó las etapas diurnas de Unleashed a Generations. El 1 de marzo de 2025, se lanzó un port no oficial del juego para PC llamado Unleashed Recompiled. Este port incluye numerosas mejoras, como soporte para altas resoluciones y tasas de cuadros, así como soporte para mods. El port es compatible con los sistemas operativos Microsoft Windows y Linux.